# Coccus sordidus
Coccus sordidus är en insektsart som beskrevs av De Lotto 1957. Coccus sordidus ingår i släktet Coccus och familjen skålsköldlöss.
Artens utbredningsområde är Kenya. Inga underarter finns listade i Catalogue of Life.